# Морской компонент Бельгии

Флаг ВМС Бельгии

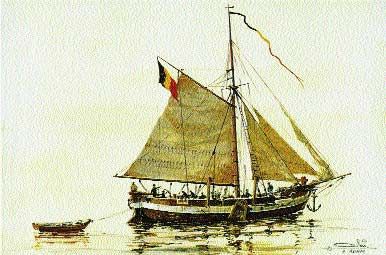

Морской компонент (нидерл. Marinecomponent, фр. Composante Marine) — одна из составных частей единых вооруженных сил Бельгии, соответствующая военно-морским силам.
ВМС Бельгии комплектуются на контрактной основе. По состоянию на 2005 год, численность ВМC Бельгии составляла 2450 человек..

## История
Королевские военно-морские силы Бельгии (фр. Marine Royale) были образованы в 1831 году. С тех пор этот вид вооружённых сил Бельгии несколько раз реформировался и менял своё название.
- Корпус торпедоносцев и моряков с 1919 года до марта 1927 года (фр. Corps des Torpilleurs et Marins)
- Морской корпус с 1939 года до 26 июня 1940 года (фр. Corps de Marine)
- Бельгийская секция Королевского военно-морского флота Великобритании с 1940 по 1946 год (фр. Section belge de la Royal Navy)
- Военно-морская секция с 1 февраля 1946 года[3] (фр. Section Navale)

По результатам Венского конгресса 1815 года, Бельгия стала частью Королевства Нидерландов, но после революции 1830 года провозгласила свою независимость и вышла из состава Нидерландов. Голландские войска отошли к линии современной границы, но оставили за собой крепости Антверпен и Маастрихт. Голландский флот блокировал Шельду и эффективно предотвращал любую торговлю.
С целью разрешения сложившегося положения, 15 января 1831 года Конгресс утвердил создание Королевского военно-морского флота Бельгии. Указом предписывалось строительство двух бригантин, получивших названия «Congrès» и «Les Quatre Journées». После того, как французская армия штурмом взяла крепость Антверпен, город был передан Бельгии 31 декабря 1832 года, и Королевский флот пополнили бывшие голландские канонерские лодки, захваченные на Шельде. Главной задачей молодого бельгийского флота стало патрулирование рыболовецких районов, охрана территориальных вод страны и предотвращение контрабанды.
До 1919 года Бельгия фактически не имела регулярного военно-морского флота. В том году для их формирования была учреждена Морская комиссия. Основой молодого флота стали 14 малых миноносцев и 26 катерных тральщиков, оставленных немцами при эвакуации из бельгийских портов. Вдобавок к ним, в 1920 году в Великобритании был приобретен шлюп «Цинния». Тем не менее, уже в марте 1927 года Корпус Миноносцев и Моряков был расформирован, a «Цинния» и 5 миноносцев переданы в службу охраны рыболовства.
В конце 1939 года, в связи с началом Второй мировой войны, Военно-морские силы Бельгии были воссозданы в виде Морского корпуса. В мае 1940 года, когда немецкие войска вторглись в Бельгию, часть бельгийских кораблей была захвачена в базах. Только несколько мобилизованных судов, действующих совместно с французским флотом, после падения Франции интернировались в Испании. В Англию сумел уйти только патрульный корабль «Р-16». Морской корпус был расформирован 26 июня 1940 года.
Поскольку Бельгия была захвачена, но частично продолжала сопротивляться, то в сентябре 1940 года в составе британского флота была создана Бельгийская секция Королевского флота с составом из числа бельгийских моряков. Данная секция получила в годы войны от англичан 2 корвета, 4 патрульных корабля, 9 базовых тральщиков и боносетевой заградитель, хотя все эти корабли продолжали числиться в составе Королевского флота Великобритании и со временем были возвращены.
1 февраля 1946 года Морская секция была преобразована в новые Военно-морские силы Бельгии, откуда последние и ведут свою современную историю.

## Организационный состав
ВМС Бельгии организационно включают дивизион фрегатов, флотилию минно-тральных кораблей, учебные и вспомогательные суда, центр подготовки водолазов. Руководство военно-морскими силами осуществляет начальник Генерального штаба. Ему подчинено объединенное оперативное командование в составе двух оперативных управлений (в Зебрюгге и Ден Хелдере).

## Пункты базирования
- ВМБ Зебрюгге (нидерл. Zeebrugge)[6] (главная, штаб ВМС).
- ВМБ Остенде (нидерл. Oostende)[7]
- ВМБ Ден Хелдер, Нидерланды (нидерл. Den Helder)[8]

Военно-морские отделения также расположены в следующих городах:
- Брюгге (нидерл. Sint-Kruis-Brugge)[9]
- Антверпен (нидерл. Antwerpen detachement)[10]

## Боевой состав

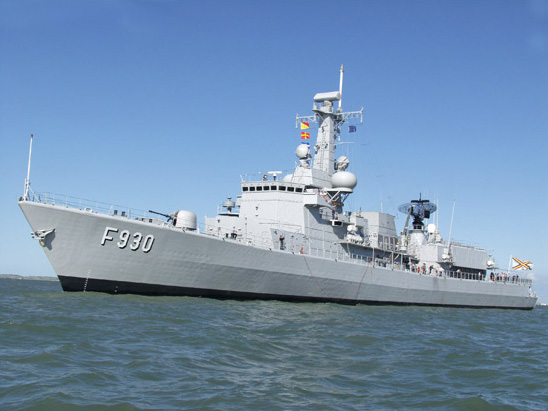
фрегат УРО F930 «Leopold I»

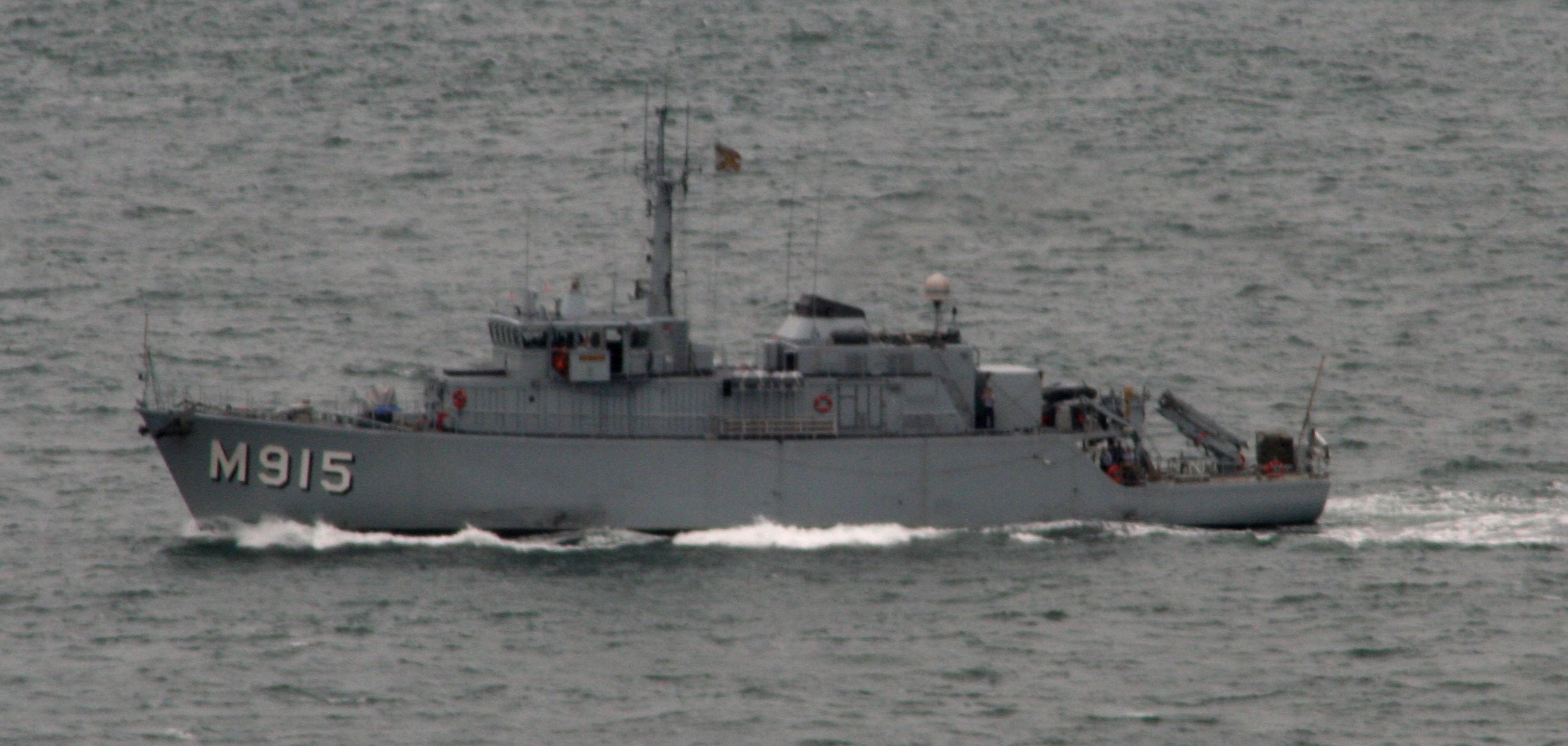
Минный тральщик M915 «Aster»

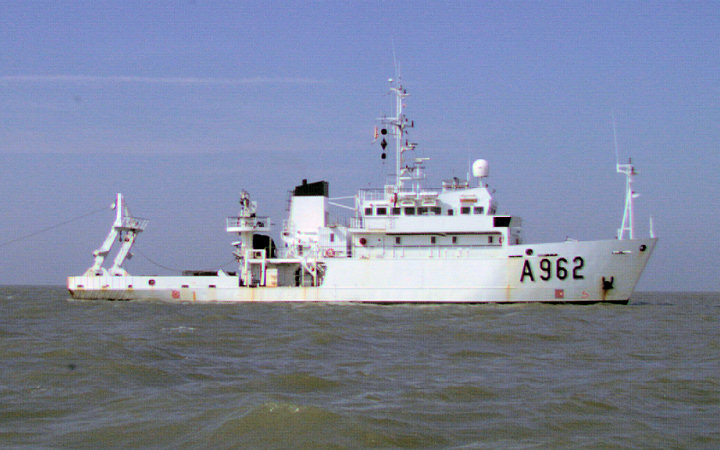
Океанографическое судно A962 «Belgica»

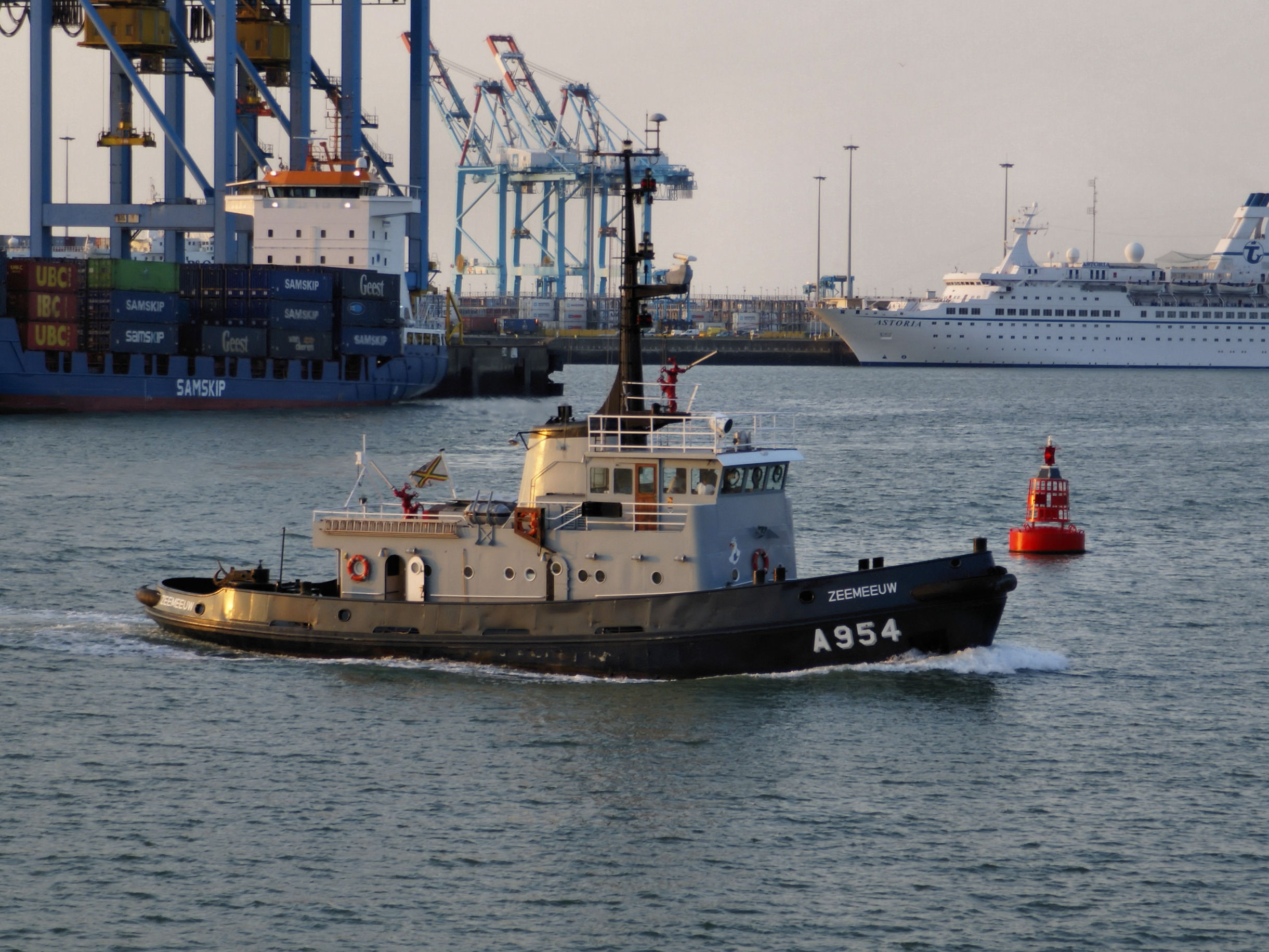
Посыльное судно-буксир A954 «Zeemeeuw»

### Флот
| Тип                                                    | Номер вымпела | Наименование    | В составе флота        | Состояние | Примечания                                 |
| Фрегаты                                                | Фрегаты       | Фрегаты         | Фрегаты                | Фрегаты   | Фрегаты                                    |
| ------------------------------------------------------ | ------------- | --------------- | ---------------------- | --------- | ------------------------------------------ |
| фрегат типа «Karel Doorman»                            | F930          | «Leopold I»     | с 29 марта 2007 года   | в строю   | бывший Hr.Ms. «Karel Doorman» (F827)       |
| фрегат типа «Karel Doorman»                            | F931          | «Louise-Marie»  | с 8 апреля 2008 года   | в строю   | Бывший Hr.Ms. «Willem van der Zaan» (F829) |
| Минные тральщики                                       |               |                 |                        |           |                                            |
| минный тральщик типа «Tripartite»                      | M915          | «Aster»         |                        | в строю   |                                            |
| минный тральщик типа «Tripartite»                      | M916          | «Bellis»        | с 14 августа 1986 года | в строю   |                                            |
| минный тральщик типа «Tripartite»                      | M917          | «Crocus»        | с 5 февраля 1987 года  | в строю   |                                            |
| минный тральщик типа «Tripartite»                      | M921          | «Lobelia»       |                        | в строю   |                                            |
| минный тральщик типа «Tripartite»                      | M922          | «Myosotis»      | с 14 декабря 1989 года | в строю   |                                            |
| минный тральщик типа «Tripartite»                      | M923          | «Narcis»        |                        | в строю   |                                            |
| минный тральщик типа «Tripartite»                      | M924          | «Primula»       |                        | в строю   |                                            |
| Вспомогательные суда                                   |               |                 |                        |           |                                            |
| Kорабль управления и материально-технической поддержки | A960          | «Godetia»       |                        | в строю   |                                            |
| Oкеанографическое исследовательское судно              | A962          | «Belgica»       |                        | в строю   |                                            |
| Посыльное судно                                        | A963          | «Stern»         |                        | в строю   |                                            |
| Посыльное судно-буксир                                 | A950          | «Valcke»        | с 5 февраля 1987 года  | в строю   |                                            |
| Посыльное судно-буксир                                 | A954          | «Zeemeeuw»      |                        | в строю   |                                            |
| Посыльное судно-буксир                                 | A996          | «Albatros»      |                        | в строю   |                                            |
| Сторожевой катер                                       | P902          | «Liberation»    |                        | в строю   |                                            |
| Королевская яхта                                       | A982          | «Alpa»          |                        | в строю   |                                            |
| Учебное парусное судно                                 | A958          | «Zenobe Gramme» |                        | в строю   |                                            |

В постройке: минно-тральные корабли нового поколения (строятся консорциумом Belgium Naval & Robotics в составе филиалов французских компаний Naval Group и ECA Group); головной, Oostende, должен быть передан ВМС Бельгии в конце 2024 года.

## Префикс кораблей и судов
В военно-морских силах Бельгии введен стандарт, по которому корабль или судно имеют бортовой номер с латинской буквой, в соответствии с классом корабля: F — Фрегат, M — Минный корабль, A — Вспомогательное судно (англ. Auxiliary — вспомогательный).
Префикс по принадлежности к военно-морским силам государства отсутствует.

## Флаги кораблей и судов
| Флаг | Гюйс | Вымпел боевых кораблей |
| ---- | ---- | ---------------------- |
|      |      |                        |

## Знаки различия

### Адмиралы и офицеры
| Категории               | Адмиралы     | Адмиралы      | Адмиралы | Старшие офицеры    | Старшие офицеры    | Старшие офицеры    | Младшие офицеры   | Младшие офицеры   | Младшие офицеры |
| ----------------------- | ------------ | ------------- | -------- | ------------------ | ------------------ | ------------------ | ----------------- | ----------------- | --------------- |
|                         | 30px         | 30px          | 30px     | 30px               | 30px               | 30px               | 30px              | 30px              | 30px            |
| Бельгийское звание      | '            | '             | '        | '                  | '                  | '                  | '                 | '                 | '               |
| Российское соответствие | Вице-адмирал | Контр-адмирал | нет      | Капитан 1-го ранга | Капитан 2-го ранга | Капитан 3-го ранга | Капитан-лейтенант | Старший лейтенант | Лейтенант       |

### Сержанты и матросы
| Категории               | Подофицеры     | Подофицеры | Подофицеры | Сержанты и старшины          | Сержанты и старшины | Сержанты и старшины | Сержанты и старшины | Матросы        | Матросы |
| ----------------------- | -------------- | ---------- | ---------- | ---------------------------- | ------------------- | ------------------- | ------------------- | -------------- | ------- |
|                         | 30px           | 30px       | 30px       | 30px                         | 30px                | 30px                | 30px                | 30px           | 30px    |
| Бельгийское звание      | '              | '          | '          | '                            | '                   | '                   | '                   | '              | '       |
| Российское соответствие | Старший мичман | Мичман     | нет        | Главный корабельный старшина | Главный старшина    | Старшина 1-й статьи | Старшина 2-й статьи | Старший матрос | Матрос  |